# Tolmomyias sulphurescens
A Tolmomyias sulphurescens a madarak (Aves) osztályának verébalakúak (Passeriformes) rendjébe és a királygébicsfélék (Tyrannidae) családjába tartozó faj.

## Előfordulása
Mexikó, Belize, Costa Rica, Guatemala, Honduras, Nicaragua, Panama, Salvador, Trinidad és Tobago, valamint Argentína, Bolívia, Brazília, Kolumbia, Ecuador, Francia Guyana, Guyana, Paraguay, Peru, Suriname és Venezuela területén honos. A természetes élőhelye szubtrópusi vagy trópusi erősen leromlott egykori erdők, szubtrópusi vagy trópusi száraz erdők, szubtrópusi vagy trópusi síkvidéki nedves erdők, szubtrópusi vagy trópusi hegyi nedves erdők, száraz szavanna, folyók és patakok.

## Alfajai
- Tolmomyias sulphurescens aequatorialis (Berlepsch & Taczanowski, 1884)
- Tolmomyias sulphurescens asemus (Bangs, 1910)
- Tolmomyias sulphurescens berlpschi (Hartert & Goodson, 1917)
- Tolmomyias sulphurescens cherriei (Hartert & Goodson, 1917)
- Tolmomyias sulphurescens cinereiceps (P. L. Sclater, 1859)
- Tolmomyias sulphurescens confusus Zimmer, 1939
- Tolmomyias sulphurescens duidae Zimmer, 1939
- Tolmomyias sulphurescens exortivus (Bangs, 1908)
- Tolmomyias sulphurescens flavoolivaceus (Lawrence, 1863)
- Tolmomyias sulphurescens grisescens (Chubb, 1910)
- Tolmomyias sulphurescens inornatus Zimmer, 1939
- Tolmomyias sulphurescens insignis Zimmer, 1939
- Tolmomyias sulphurescens mixtus Zimmer, 1939
- Tolmomyias sulphurescens pallescens (Hartert & Goodson, 1917)
- Tolmomyias sulphurescens peruvianus (Taczanowski, 1875)
- Tolmomyias sulphurescens sulphurescens (Spix, 1825)

|  |